# Stenandrium ovatum
Stenandrium ovatum är en akantusväxtart som beskrevs av Ignatz Urban. Stenandrium ovatum ingår i släktet Stenandrium och familjen akantusväxter. Inga underarter finns listade i Catalogue of Life.